# Ectima iona
Ectima iona är en fjärilsart som beskrevs av William Chapman Hewitson 1848. Ectima iona ingår i släktet Ectima och familjen praktfjärilar. Inga underarter finns listade i Catalogue of Life.